# Corynosoma clavatum
Corynosoma clavatum är en hakmaskart som beskrevs av Goss 1941. Corynosoma clavatum ingår i släktet Corynosoma och familjen Polymorphidae. Inga underarter finns listade i Catalogue of Life.